# Paleček (časopis)
Pod názvem Paleček vycházely dva české humoristické časopisy. První v letech 1841–1847 a druhý v letech 1872–1887. Od roku 1887 do roku 1900 na ně navázal méně významný Nový Paleček.

## Paleček 1 (1841–1847)
Autorem nápadu vydávat první český humoristický časopis byl František Hajniš, který do Palečka přispíval anonymně. Název časopisu inspirovalo jméno šaška krále Jiřího z Poděbrad. Hlavním autorem byl František Jaromír Rubeš (1814–1853), ve své době velmi úspěšný básník. Časopis vydával pražský nakladatel a knihtiskař Jan Spurný (1822–1889). Dalším autorem byl Tylův spolupracovník Václav Filípek (1811–1863). Jeho příspěvky  popisují život obyčejného lidu se sociálním cítěním. Paleček vycházel po svazcích a každé vydání obsahovalo kreslený vtip. Tím, že zveřejňoval deklamace a scénické výstupy, se časopis snažil pomoci pořadatelům českých besed. Dále v různých rubrikách uváděl aforismy, anekdoty a aktuální narážky.
Paleček vycházel nepravidelně, v jednotlivých letech byly vytištěny vždy dva až čtyři svazky. Poté, co František Jaromír Rubeš přestal v posledních dvou ročnících do Palečka přispívat, ztratil časopis na svém významu. Rubeš navíc odešel v roce 1847 z Prahy a ztrácel zájem o literaturu. V roce 1847 již vyšel jen jeden, poslední sešit Palečka (č. 19) a časopis zanikl.

## Paleček 2 (1872–1887)
Jednalo se o humoristický a satirický obrázkový týdeník. Časopis nejen přispíval k rozvoji českého humoru, ale též aktivně vystupoval ve sporech o tom, kam se má česká literatura ubírat. V časopise převažovaly povídky a humoresky, časté byly básnické parodie (např. Erbenovy Svatební košile, Nerudových Písní kosmických či Josefa Václava Sládka).

### Ignát Herrmann
Ignát Herrmann (1854–1935) byl neformálním redaktorem Palečka již v letech 1876–1888. Protože nebyl zletilý (v té době od 24 let), nebyl v tiráži jako redaktor uváděn. Stalo se tak až v letech 1878–1881. Za jeho působení byly v Palečku často uváděny překlady, pro které též byla vytvořena příloha Ozvěny. Herrmann získal v Palečku zkušenosti pro vydávání vlastního humoristického časopisu Švanda dudák.

### Rudolf Pokorný
Rudolf Pokorný (1853–1887) byl nejprve spolupracovníkem Ignáta Hermanna v redakci Palečka. Odpovědným redaktorem byl v letech 1878–1888. V letech 1881–1887 byl též vydavatelem časopisu (v některých obdobích opět spolu s Karlem Krejčíkem). Za jeho působení se Paleček vymezoval vůči časopisu Lumír i osobně vůči Josefu Václavu Sládkovi. Sládkovi také adresoval otevřený list (zveřejněný v Palečku i v Národních listech a Pokroku), ve kterém ho nazývá „největším čtverákem království Českého“ a „milým nepřítelem“. Rudolf Pokorný se též angažoval v boji o pravost rukopisů Královédvorského a Zelenohorského na straně zastánců jejich pravosti. 

### Karel Krejčík

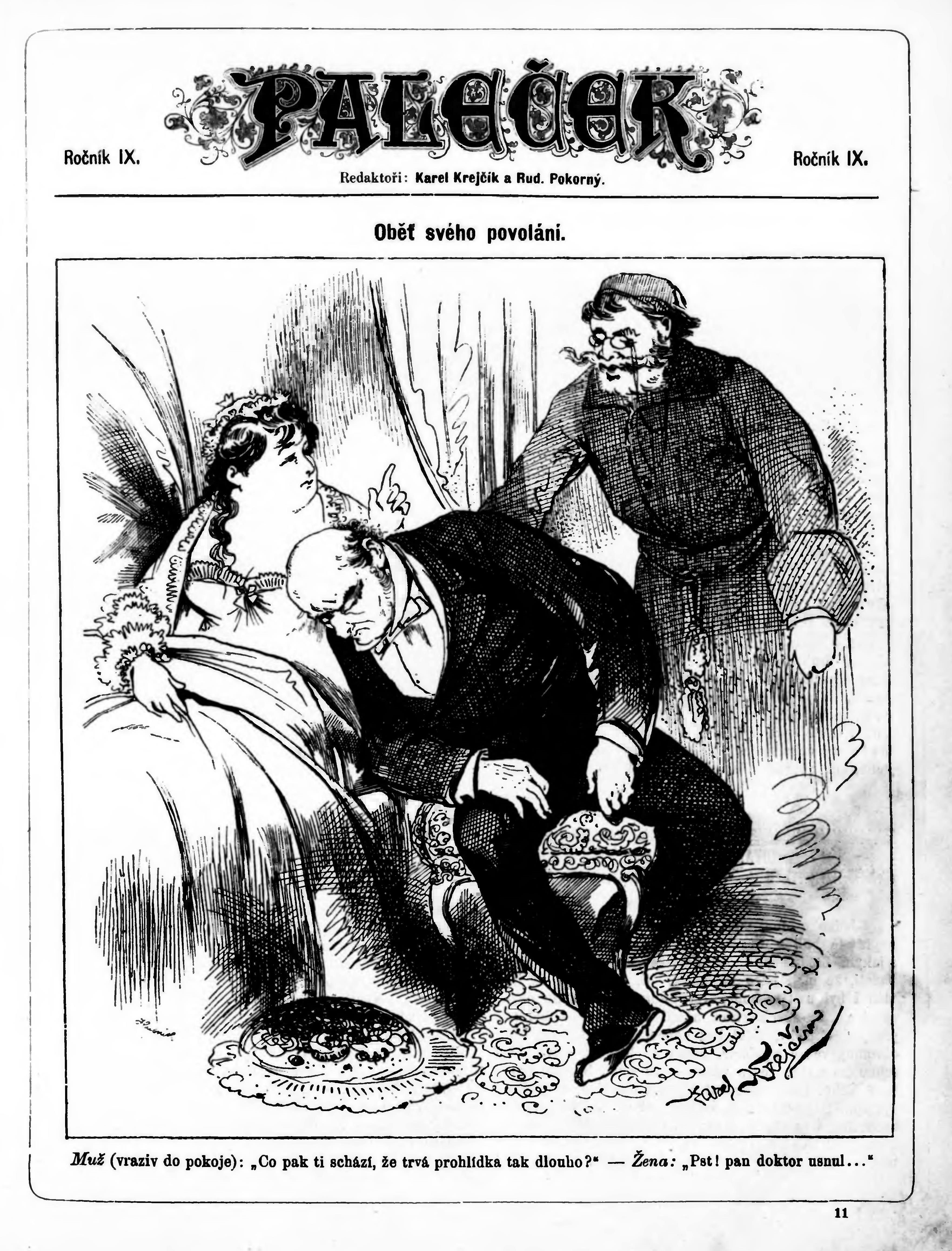
Paleček, 12.3.1887, titulní strana, il. Karel Krejčík

Karel Krejčík (1857–1901) byl spoluredaktor Palečka, ale především ilustrátor, autor humoristických kreseb a politických karikatur. Přispíval nejen do Palečka, ale i do Humoristických listů a dalších časopisů.

### Další autoři
Mezi dodnes známé autory druhého Palečka patřili např.:
- Jakub Arbes[9]
- Jan Neruda (pseudonym Antonín Barborka)[10]
- Josef Václav Sládek (pseudonym Barnabáš Satan)[11]
- Jaroslav Vrchlický[12]
- Julius Zeyer[13]

a mnoho jiných (většinou pod pseudonymy).

## Zánik Palečka 2
Vedoucí osobností Palečka byl Rudolf Pokorný. Když v roce 1878 vážně onemocněl, vzdal se redaktorství. Řízení časopisu se ujala mladší generace autorů, poslední číslo však vyšlo 30. 9. 1887. Na zaniklý časopis navázal již 7. října 1887 Nový Paleček, který vydával majitel Jaroslav Skřivan a redaktor Josef Kouba. Nový Paleček vycházel až do roku 1900, jednalo se však o nenáročný apolitický časopis, který nedosahoval významu Palečka původního.

## Zajímavost
Titulní kresba Karla Krejčíka z 12. 3. 1881 Oběť svého povolání zpracovává stejný námět jako známá scéna s Rudolfem Hrušínským a Magdou Vašáryovou z filmu Postřižiny z roku 1980.